# Glamdring

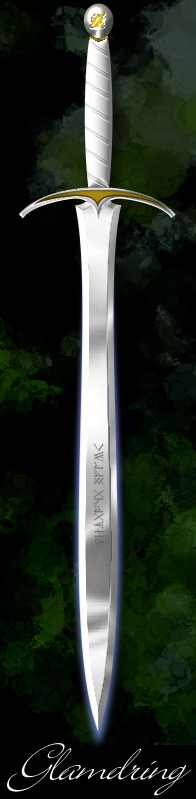
Glamdring

Glamdring is de naam van een zwaard uit de werken van J.R.R. Tolkien. Glamdring is een Sindarijns woord dat 'vijanden-hamer' betekent. Het zwaard is een lang tweehandig model dat toebehoorde aan koning Turgon van de Noldor-elfen. Na de val van Gondolin verdween het zwaard en het werd duizenden jaren later pas weer gevonden. Op het lemmet staat de volgende tekst:
'Turgon koning van Gondolin hanteert, heeft en houdt het zwaard Glamdring, Vijand van Morgoths rijk, hamer voor de orks'.
Deze spreuk beschermde de gebruiker en gaf extra kracht tijdens het gevecht. Gandalf ontdekte het zwaard samen met Bilbo en de Dwergen in een Trollengrot (ten tijde van het boek "De hobbit, of 'daarheen en weer terug'") en eiste het voor zichzelf op. Hij hanteert het wapen bij de gebeurtenissen die beschreven zijn in "In de ban van de ring". Een belangrijk wapenfeit is het verslaan van de Balrog in Moria.